# Église Saint-Pierre de Bastogne
Pour les articles homonymes, voir Église Saint-Pierre.
L'église Saint-Pierre de Bastogne est un édifice religieux catholique situé Porte de Trèves, à Bastogne, en Belgique. Remontant au IXe siècle dans ses parties les plus anciennes, l'église est de style gothique (XVIe siècle). Cette église paroissiale est la plus ancienne et importante des deux églises de la ville de Bastogne, en Belgique.

## Historique
Un document ancien, datant de 893, fait déjà mention d'un lieu de culte à Bastogne. La première église fut certainement de style roman. Il en reste des vestiges, tel que le clocher carré et trapu — 20 mètres de hauteur sur 11 mètres de côté — ayant des murs de deux mètres d'épaisseur.
Lors d'une rénovation et d'un agrandissement au XVIe siècle, elle reçoit cependant un aspect légèrement gothique. Restructurée en église-halle dans laquelle le clocher est intégré, elle apparaît dès lors moins massive. La décoration polychrome de la voûte date de 1536. L'église aurait été visitée par Charles Quint à cette époque.
L'église est restaurée plusieurs fois, la dernière restauration majeure datant des années qui suivirent la Seconde Guerre mondiale, car elle fut gravement endommagée lors de la bataille des Ardennes.

## Patrimoine
- Les fonts baptismaux de pierre de Meuse (calcaire mosan) datent du XIIe siècle.
- Le maître-autel date également de la période romane : il serait du XIe siècle. Il est possible qu'il ait même une origine plus ancienne (provenant du premier édifice de culte du VIIe siècle). L'autel du bas-côté gauche provient de l'abbaye de Géronsart et date de 1762.
- La voûte polychrome illustre une série de scènes tirées de l'Ancien et du Nouveau testament, de la vie quotidienne de confréries religieuses du Moyen Âge et de la vie quotidienne des gens de l'époque.
- La chaire de vérité, du XVIIe siècle, est l'œuvre de l'artiste bastognard Jean-Georges Scholtus auquel on attribue également la statue de Saint-Pierre dans la nef.
- La mise au tombeau (du Spais trou[incompréhensible] sous la tour) est sculptée dans le chêne et peinte en blanc (fin du XVIe siècle). Elle pourrait provenir de l'église des Trinitaires de Bastogne (aujourd'hui disparue).

## Galerie de photographies

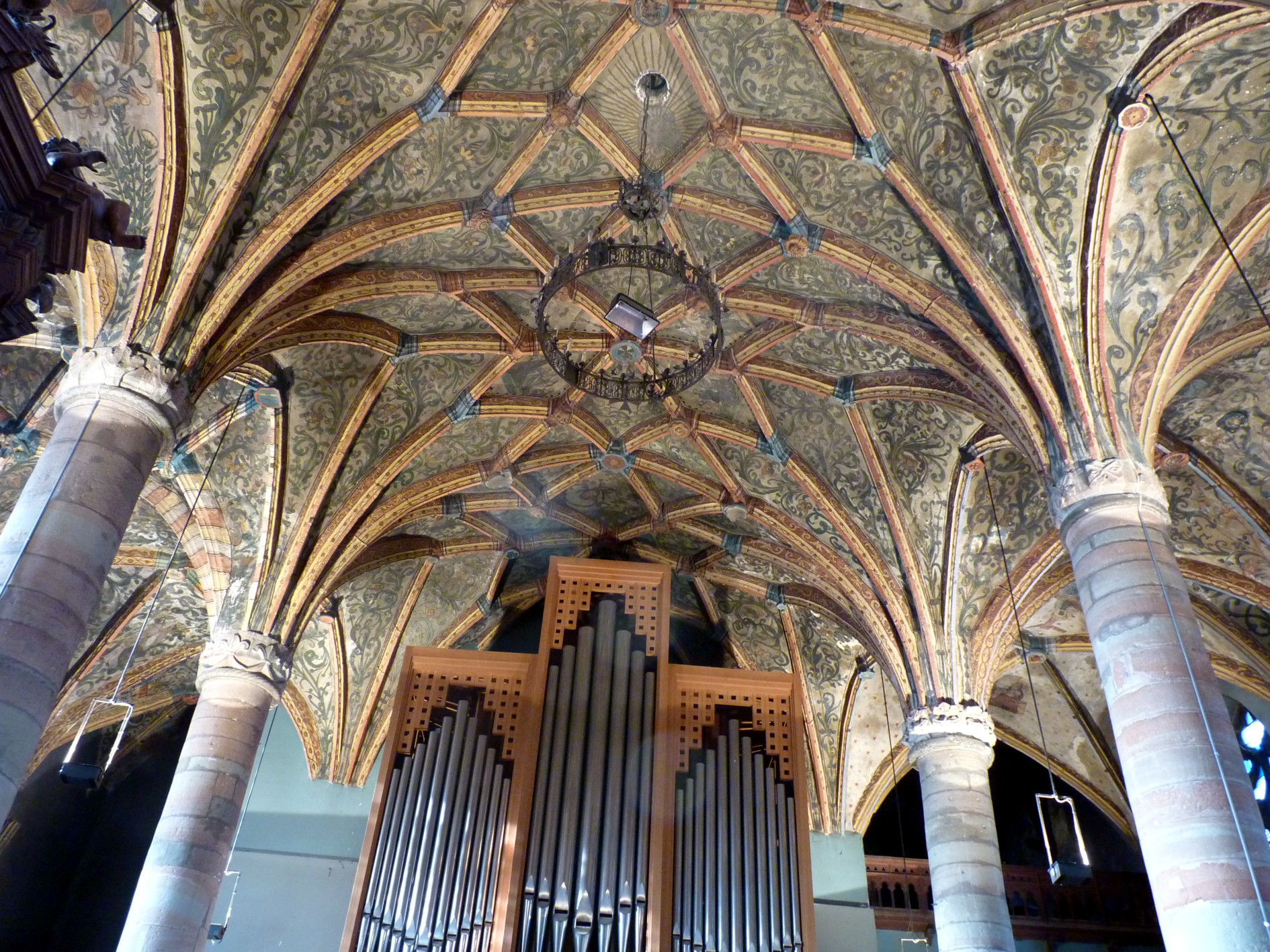
La nef centrale
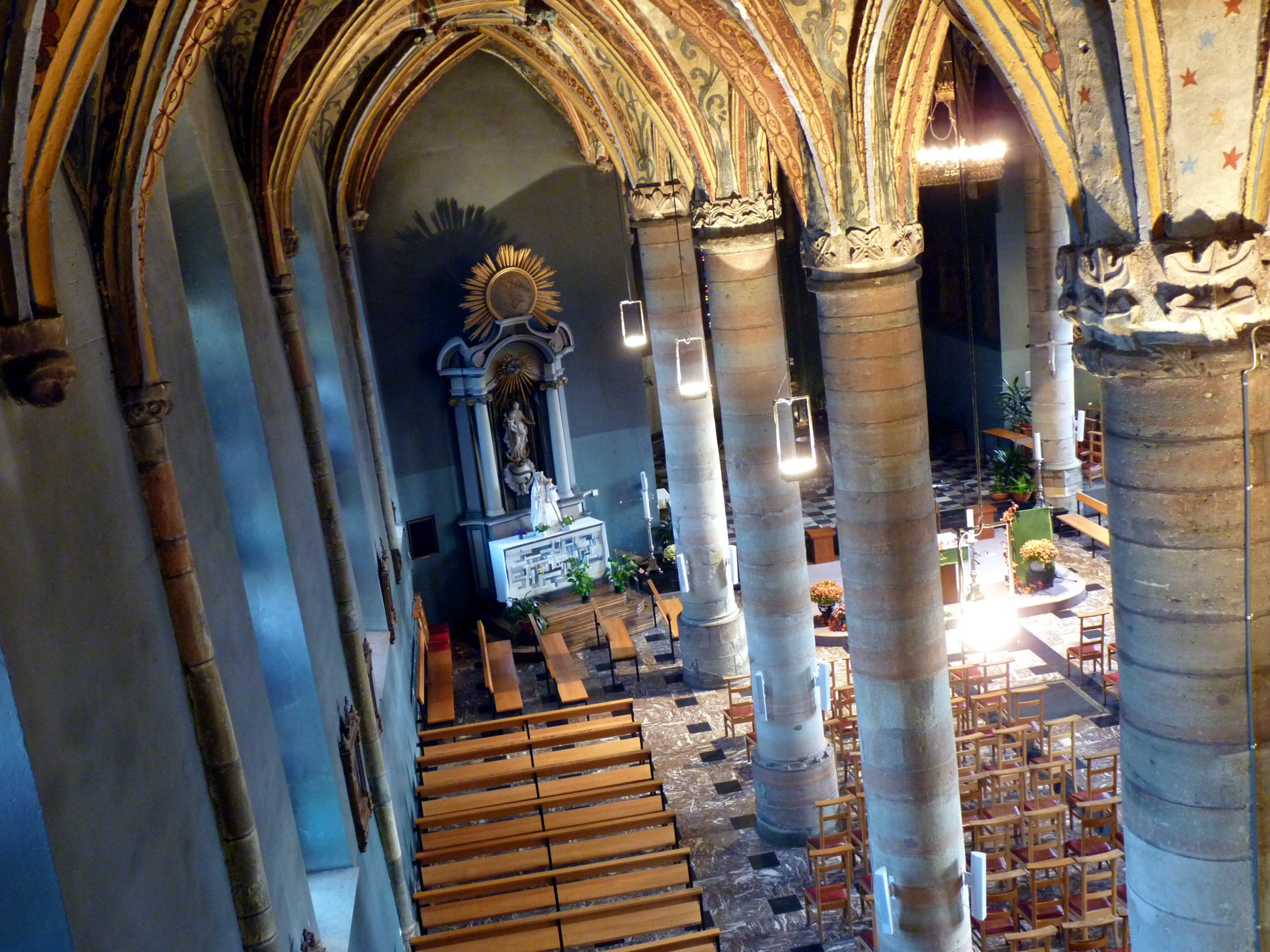
La nef latérale
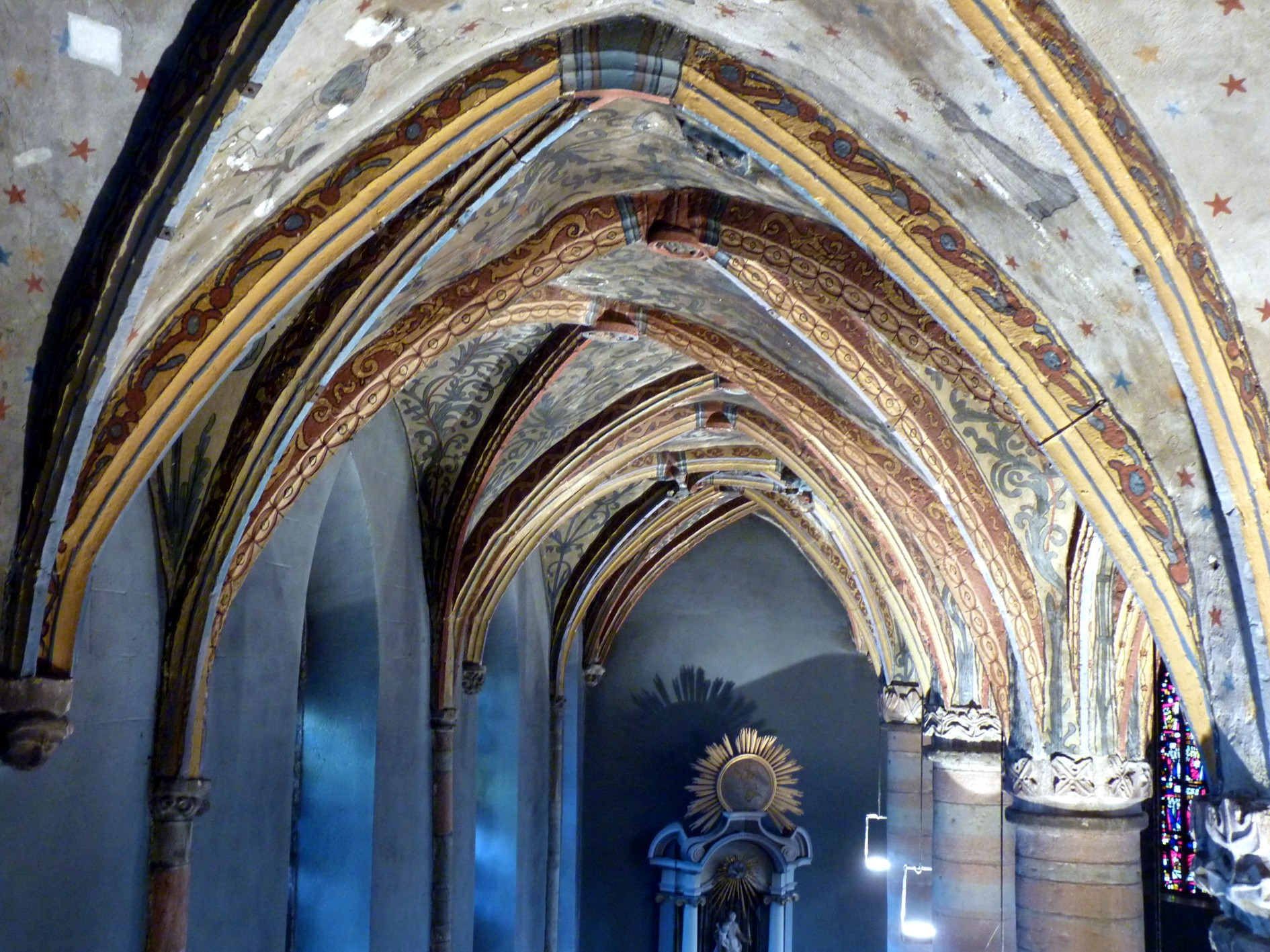
La nef latérale nord
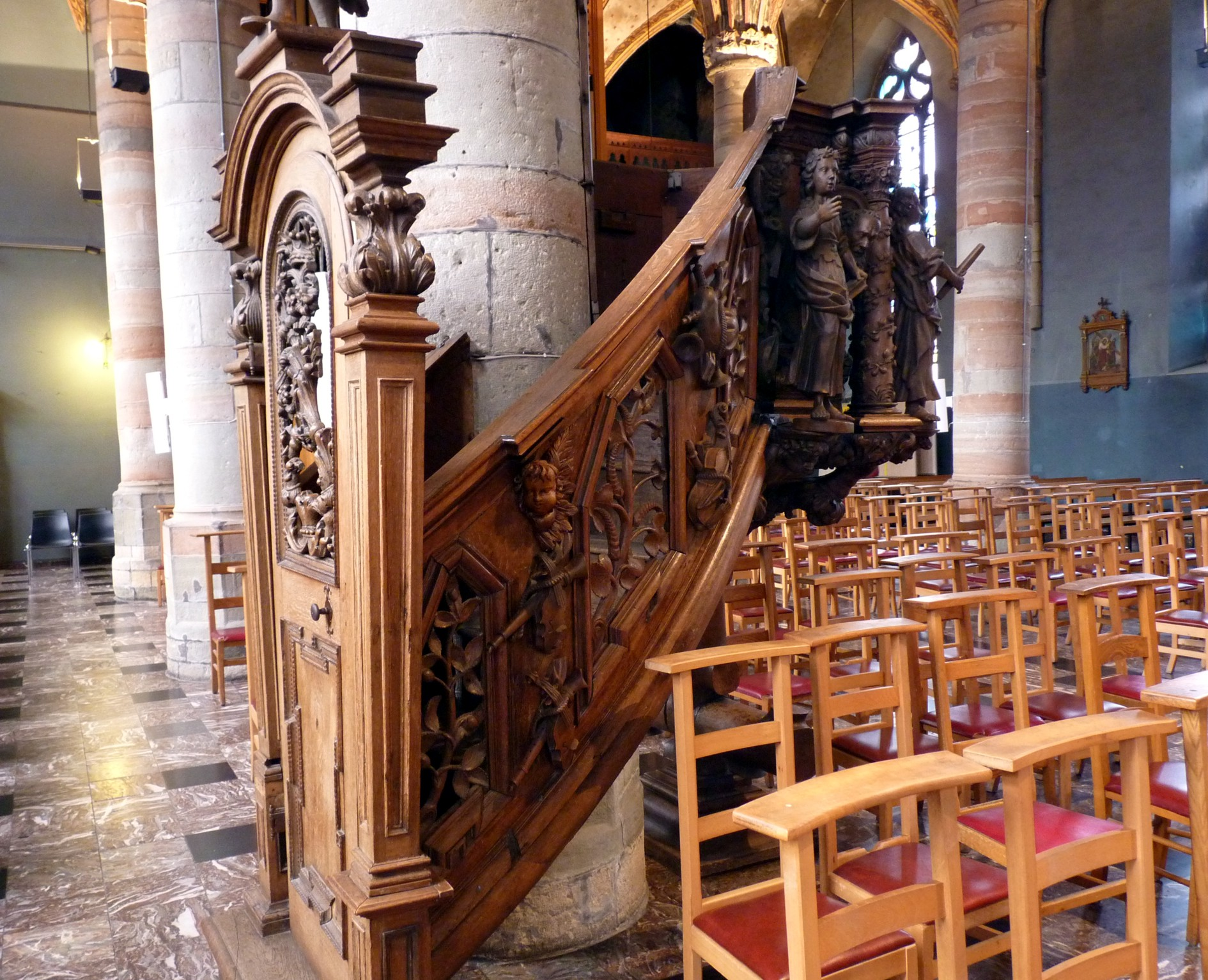
La chaire de vérité
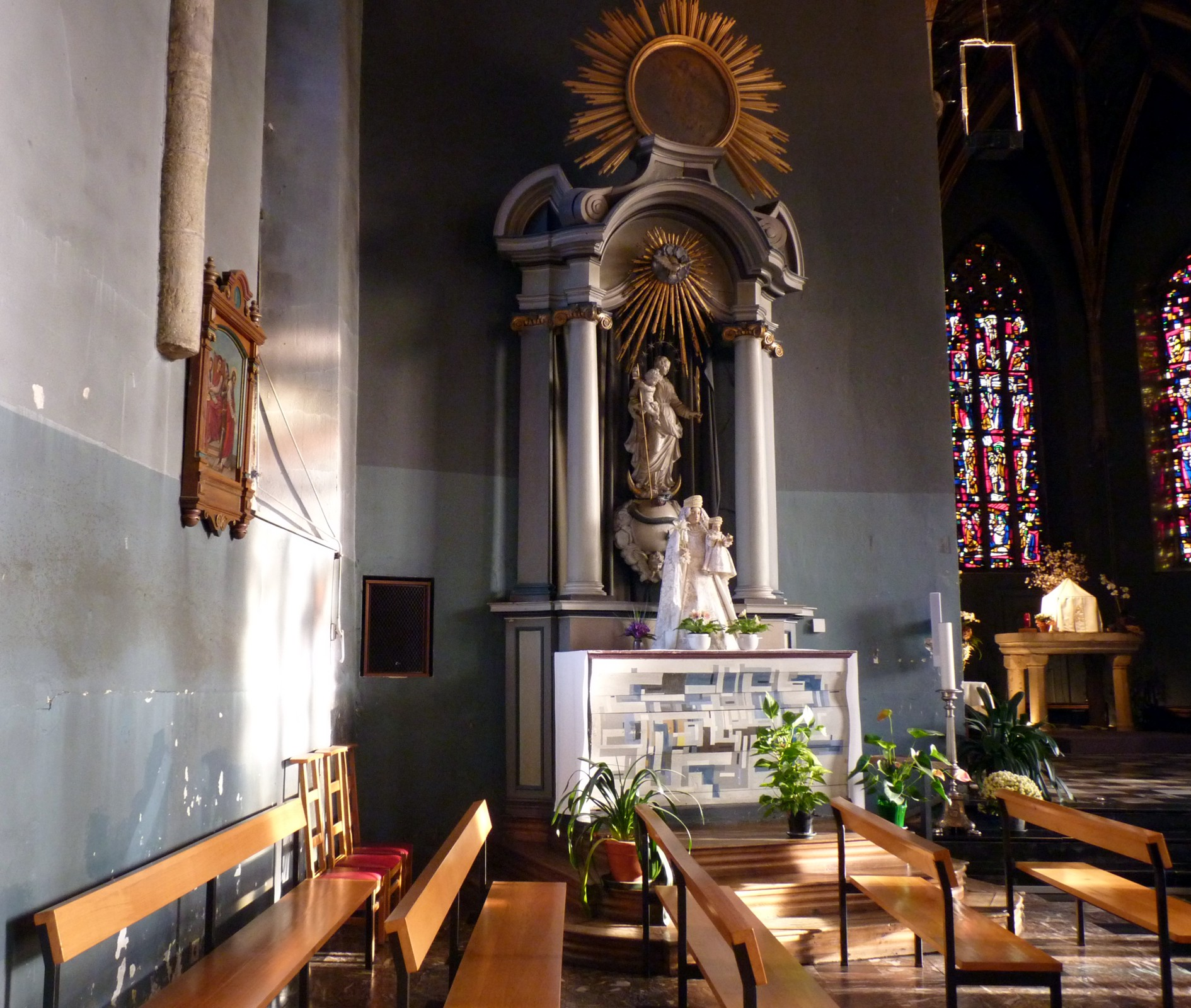
La Vierge de Pompe
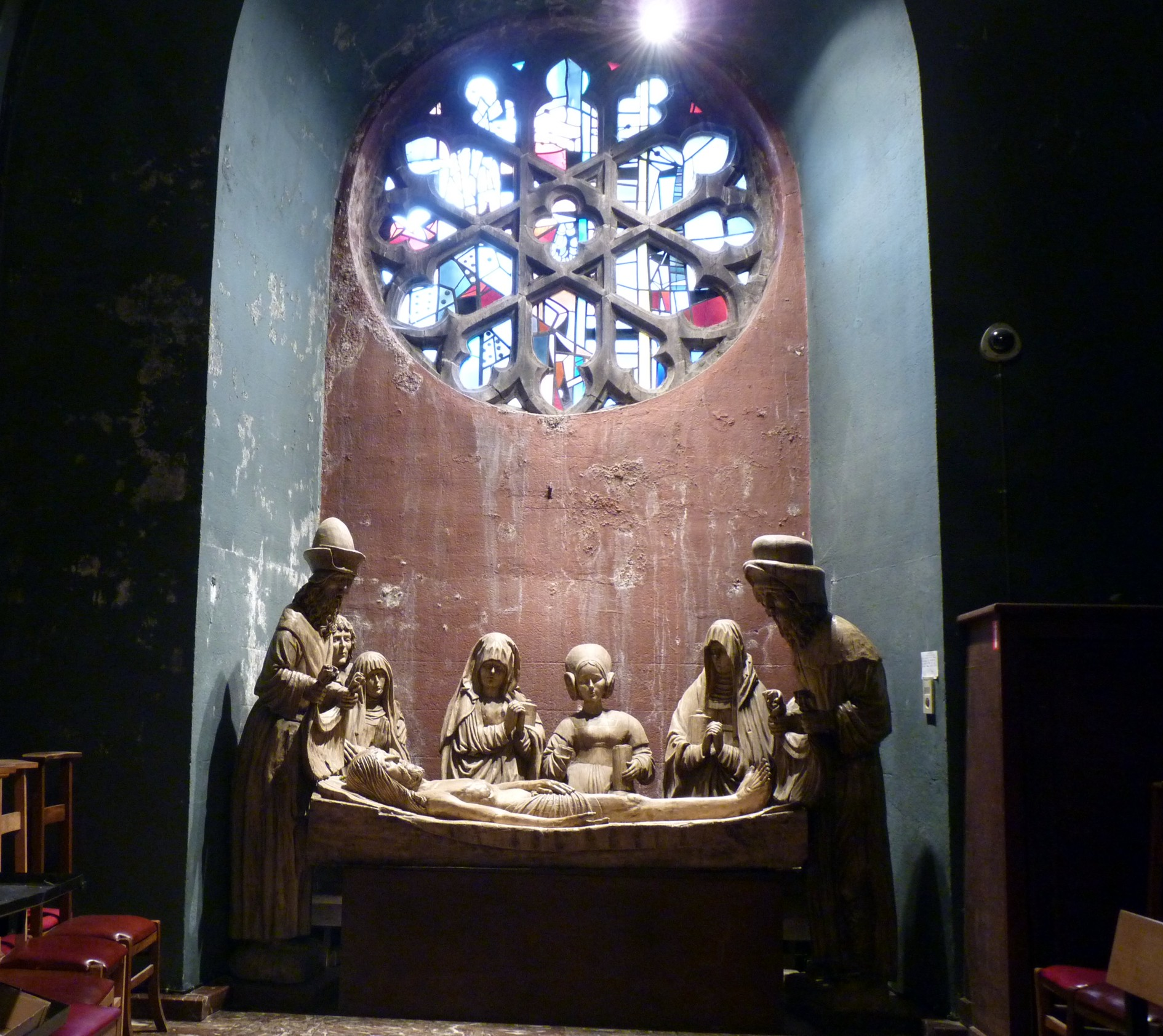
La Mise au tombeau
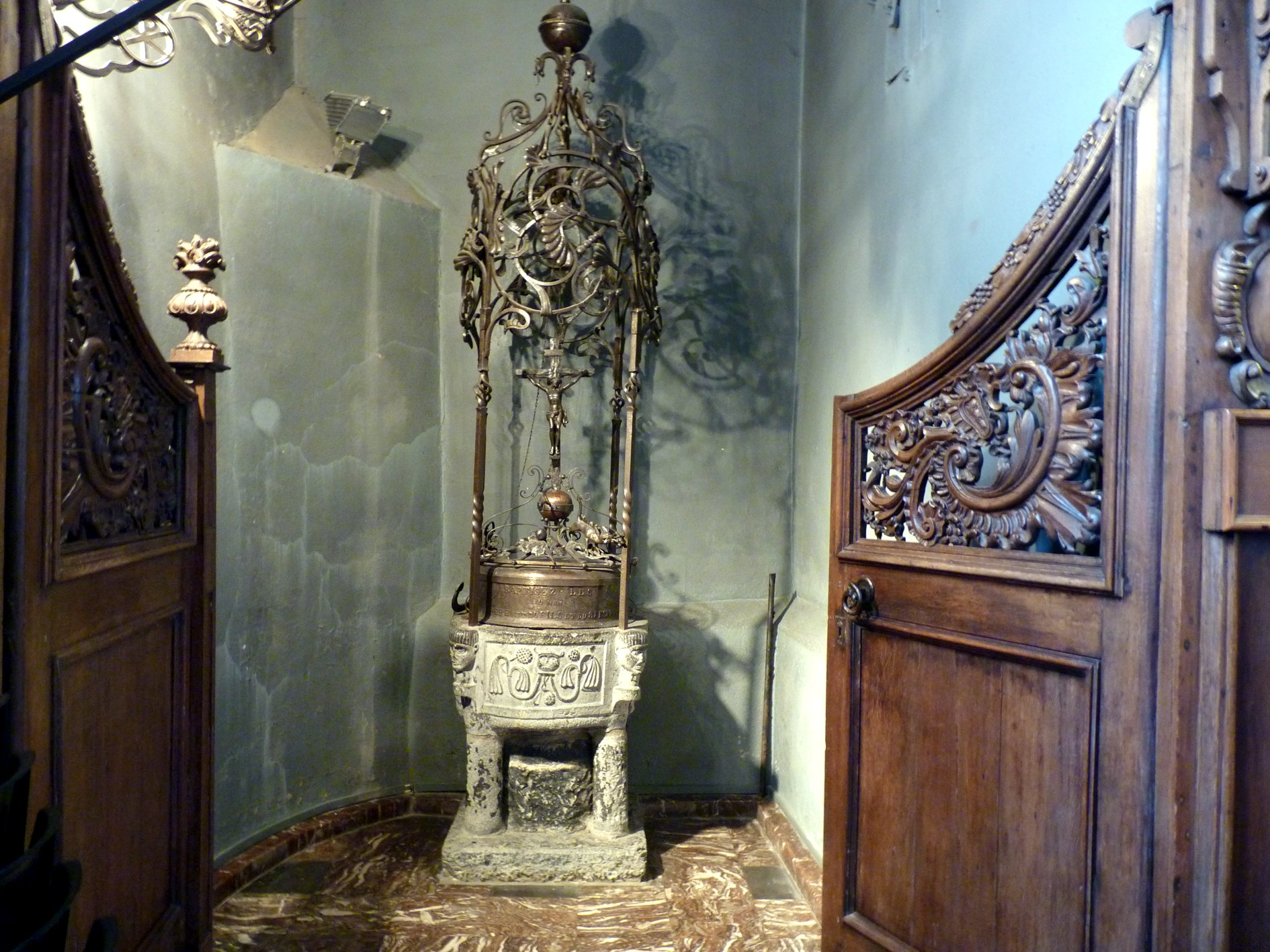
Les fonts baptismaux
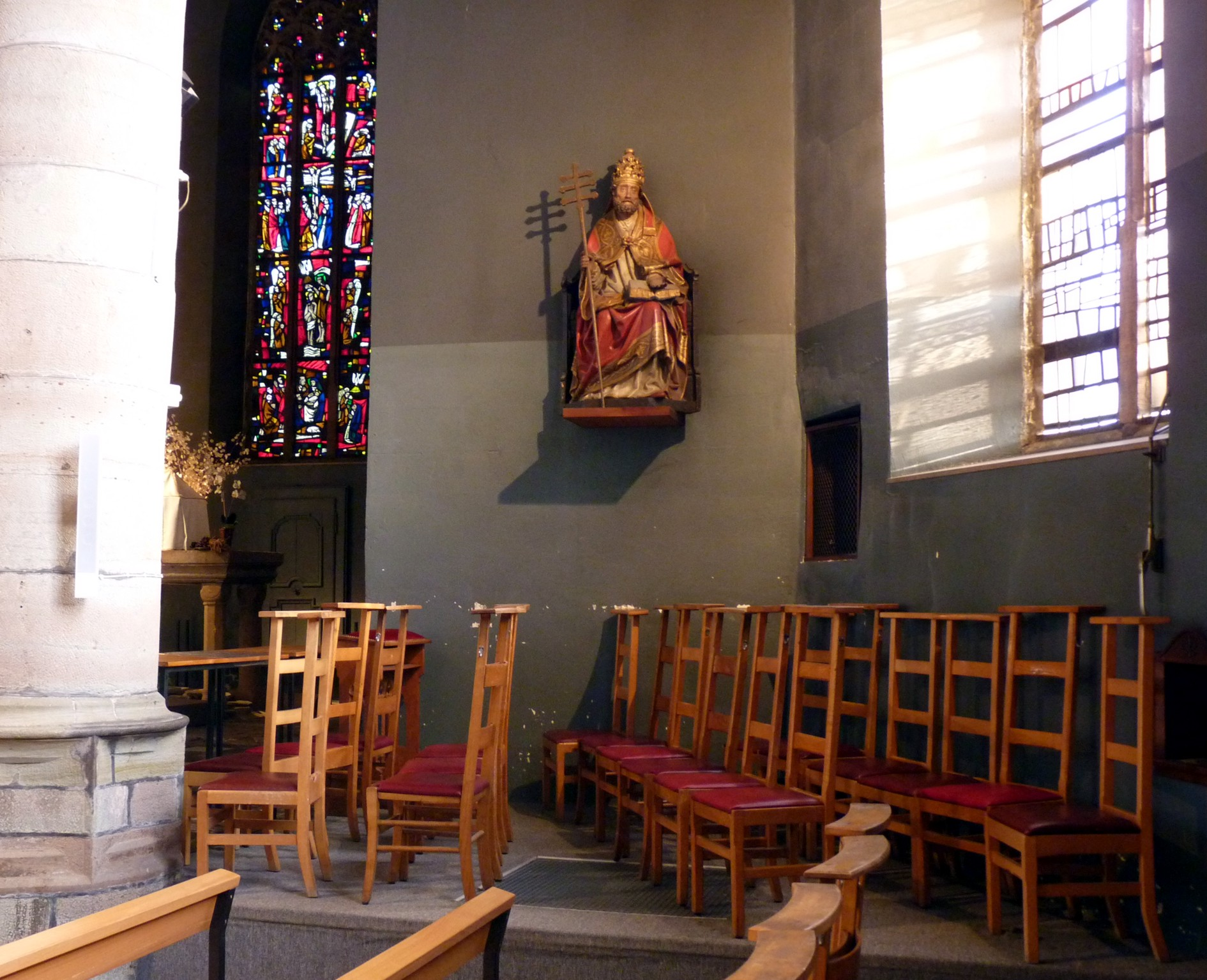
La statue de Saint-Pierre

## Pour compléter